# Potentillomyia kasenasae
Potentillomyia kasenasae är en tvåvingeart som beskrevs av Fedotova 1990. Potentillomyia kasenasae ingår i släktet Potentillomyia och familjen gallmyggor.
Artens utbredningsområde är Kazakstan. Inga underarter finns listade i Catalogue of Life.